# Seria GP3 – Catalunya 2016
Runda GP3 na torze Circuit de Barcelona-Catalunya – pierwsza runda mistrzostw serii GP3 w sezonie 2016.

## Lista startowa
| Nr | Kierowca                  | Zespół              | Samochód       | Silnik      | Opony |
| -- | ------------------------- | ------------------- | -------------- | ----------- | ----- |
| 1  | Charles Leclerc           | ART Grand Prix      | Dallara GP3/16 | AER V6 3.4l | P     |
| 2  | Nirei Fukuzumi            | ART Grand Prix      | Dallara GP3/16 | AER V6 3.4l | P     |
| 3  | Alexander Albon           | ART Grand Prix      | Dallara GP3/16 | AER V6 3.4l | P     |
| 4  | Nyck de Vries             | ART Grand Prix      | Dallara GP3/16 | AER V6 3.4l | P     |
| 5  | Antonio Fuoco             | Trident             | Dallara GP3/16 | AER V6 3.4l | P     |
| 6  | Artur Janosz              | Trident             | Dallara GP3/16 | AER V6 3.4l | P     |
| 7  | Giuliano Alesi            | Trident             | Dallara GP3/16 | AER V6 3.4l | P     |
| 8  | Sandy Stuvik              | Trident             | Dallara GP3/16 | AER V6 3.4l | P     |
| 9  | Jake Dennis               | Arden International | Dallara GP3/16 | AER V6 3.4l | P     |
| 10 | Tatiana Calderón          | Arden International | Dallara GP3/16 | AER V6 3.4l | P     |
| 11 | Jack Aitken               | Arden International | Dallara GP3/16 | AER V6 3.4l | P     |
| 14 | Matt Parry                | Koiranen GP         | Dallara GP3/16 | AER V6 3.4l | P     |
| 15 | Mahaveer Raghunathan      | Koiranen GP         | Dallara GP3/16 | AER V6 3.4l | P     |
| 16 | Matewos Isaakian          | Koiranen GP         | Dallara GP3/16 | AER V6 3.4l | P     |
| 17 | Ralph Boschung            | Koiranen GP         | Dallara GP3/16 | AER V6 3.4l | P     |
| 18 | Akash Nandy               | Jenzer Motorsport   | Dallara GP3/16 | AER V6 3.4l | P     |
| 19 | Richard Gonda             | Jenzer Motorsport   | Dallara GP3/16 | AER V6 3.4l | P     |
| 20 | Óscar Tunjo               | Jenzer Motorsport   | Dallara GP3/16 | AER V6 3.4l | P     |
| 22 | Álex Palou                | Campos Racing       | Dallara GP3/16 | AER V6 3.4l | P     |
| 23 | Steijn Schothorst         | Campos Racing       | Dallara GP3/16 | AER V6 3.4l | P     |
| 24 | Konstantin Tierieszczenko | Campos Racing       | Dallara GP3/16 | AER V6 3.4l | P     |
| 26 | Santino Ferrucci          | DAMS                | Dallara GP3/16 | AER V6 3.4l | P     |
| 27 | Jake Hughes               | DAMS                | Dallara GP3/16 | AER V6 3.4l | P     |
| 28 | Kevin Jörg                | DAMS                | Dallara GP3/16 | AER V6 3.4l | P     |
| Nr | Kierowca                  | Zespół              | Samochód       | Silnik      | Opony |

## Wyniki

### Sesja treningowa
| Nr | Kierowca      | Konstruktor       | Czas     | Okr. |
| -- | ------------- | ----------------- | -------- | ---- |
| 19 | Richard Gonda | Jenzer Motorsport | 1:37,032 | 11   |

### Kwalifikacje
Źródło: gp3series.com
| Poz. | Nr | Kierowca                  | Konstruktor             | Czas     | Poz. s. |
| ---- | -- | ------------------------- | ----------------------- | -------- | ------- |
| 1    | 27 | Jake Hughes               | DAMS                    | 1:34,632 | 1       |
| 2    | 28 | Kevin Jörg                | DAMS                    | 1:34,772 | 2       |
| 3    | 1  | Charles Leclerc           | ART Grand Prix          | 1:34,949 | 3       |
| 4    | 2  | Nirei Fukuzumi            | ART Grand Prix          | 1:35,048 | 4       |
| 5    | 9  | Jake Dennis               | Arden International     | 1:35,117 | 5       |
| 6    | 20 | Óscar Tunjo               | Jenzer Motorsport       | 1:35,160 | 6       |
| 7    | 5  | Antonio Fuoco             | Trident                 | 1:35,201 | 7       |
| 8    | 3  | Alexander Albon           | ART Grand Prix          | 1:35,207 | 8       |
| 9    | 17 | Ralph Boschung            | Koiranen GP             | 1:35,344 | 9       |
| 10   | 11 | Jack Aitken               | Arden International     | 1:35,415 | 10      |
| 11   | 4  | Nyck de Vries             | ART Grand Prix          | 1:35,463 | 11      |
| 12   | 10 | Tatiana Calderón          | Arden International     | 1:35,469 | 12      |
| 13   | 19 | Richard Gonda             | Jenzer Motorsport       | 1:35,594 | 13      |
| 14   | 23 | Steijn Schothorst         | Pertamina Campos Racing | 1:35,598 | 14      |
| 15   | 7  | Giuliano Alesi            | Trident                 | 1:35,656 | 24      |
| 16   | 16 | Matewos Isaakian          | Koiranen GP             | 1:35,693 | 15      |
| 17   | 14 | Matt Parry                | Koiranen GP             | 1:35,746 | 19      |
| 18   | 26 | Santino Ferrucci          | DAMS                    | 1:35,792 | 16      |
| 19   | 24 | Konstantin Tierieszczenko | Pertamina Campos Racing | 1:36,070 | 17      |
| 20   | 18 | Akash Nandy               | Jenzer Motorsport       | 1:36,157 | 18      |
| 21   | 6  | Artur Janosz              | Trident                 | 1:36,215 | 20      |
| 22   | 8  | Sandy Stuvik              | Trident                 | 1:36,282 | 21      |
| 23   | 15 | Mahaveer Raghunathan      | Koiranen GP             | 1:37,222 | 22      |
| 24   | 22 | Álex Palou                | Pertamina Campos Racing | 1:37,248 | 23      |
| Poz. | Nr | Kierowca                  | Konstruktor             | Czas     | Poz. s. |

### Wyścig 1

#### Wyścig
Źródło: Wyprzedź Mnie!
| P                 | + / –     | Nr | Kierowca                  | Konstruktor         | Okr. | Czas / Strata | Komentarz |
| ----------------- | --------- | -- | ------------------------- | ------------------- | ---- | ------------- | --------- |
| 1                 | 2         | 1  | Charles Leclerc           | ART Grand Prix      | 22   | 36:38,694     |           |
| 2                 | 1         | 27 | Jake Hughes               | DAMS                | 22   | +0:06,023     |           |
| 3                 | 1         | 2  | Nirei Fukuzumi            | ART Grand Prix      | 22   | +0:07,452     |           |
| 4                 | 3         | 5  | Antonio Fuoco             | Trident             | 22   | +0:19,325     |           |
| 5                 | 3         | 28 | Kevin Jörg                | DAMS                | 22   | +0:22,801     |           |
| 6                 | 2         | 3  | Alexander Albon           | ART Grand Prix      | 22   | +0:23,391     |           |
| 7                 | 2         | 9  | Jake Dennis               | Arden International | 22   | +0:24,086     |           |
| 8                 | 2         | 20 | Óscar Tunjo               | Jenzer Motorsport   | 22   | +0:25,592     |           |
| 9                 | 2         | 4  | Nyck de Vries             | ART Grand Prix      | 22   | +0:26,467     |           |
| 10                | 1         | 17 | Ralph Boschung            | Koiranen GP         | 22   | +0:27,104     |           |
| 11                | 4         | 16 | Matewos Isaakian          | Koiranen GP         | 22   | +0:28,860     |           |
| 12                | 7         | 14 | Matt Parry                | Koiranen GP         | 22   | +0:30,952     |           |
| 13                | Bez zmian | 19 | Richard Gonda             | Jenzer Motorsport   | 22   | +0:33,095     |           |
| 14                | 2         | 10 | Tatiana Calderón          | Arden International | 22   | +0:33,871     |           |
| 15                | 1         | 26 | Santino Ferrucci          | DAMS                | 22   | +0:34,241     |           |
| 16                | 4         | 6  | Artur Janosz              | Trident             | 22   | +0:36,835     |           |
| 17                | Bez zmian | 24 | Konstantin Tierieszczenko | Campos Racing       | 22   | +0:38,168     |           |
| 18                | 3         | 8  | Sandy Stuvik              | Trident             | 22   | +0:44,347     |           |
| 19                | 4         | 22 | Álex Palou                | Campos Racing       | 22   | +0:44,902     |           |
| 20                | 10        | 11 | Jack Aitken               | Arden International | 22   | +0:45,298     |           |
| 21                | 3         | 18 | Akash Nandy               | Jenzer Motorsport   | 22   | +0:55,655     |           |
| 22                | 2         | 7  | Giuliano Alesi            | Trident             | 22   | +1:00,294     |           |
| 23                | 1         | 15 | Mahaveer Raghunathan      | Koiranen GP         | 22   | +1:03,391     |           |
| Niesklasyfikowani |           |    |                           |                     |      |               |           |
|                   |           | 23 | Steijn Schothorst         | Campos Racing       | 0    | +22 okr.      |           |
| P                 | + / –     | Nr | Kierowca                  | Konstruktor         | Okr. | Czas / Strata | Komentarz |

#### Najszybsze okrążenie
| Nr | Kierowca        | Konstruktor    | Czas     | Okr. |
| -- | --------------- | -------------- | -------- | ---- |
| 1  | Charles Leclerc | ART Grand Prix | 1:38,649 | 2    |

### Wyścig 2

#### Wyścig
Źródło: Wyprzedź Mnie!
| P  | + / –     | Nr | Kierowca                  | Konstruktor         | Okr. | Czas / Strata | Komentarz |
| -- | --------- | -- | ------------------------- | ------------------- | ---- | ------------- | --------- |
| 1  | 2         | 3  | Alexander Albon           | ART Grand Prix      | 17   | 28:24,177     |           |
| 2  | 1         | 20 | Óscar Tunjo               | Jenzer Motorsport   | 17   | +0:01,294     |           |
| 3  | 2         | 5  | Antonio Fuoco             | Trident             | 17   | +0:07,307     |           |
| 4  | 2         | 9  | Jake Dennis               | Arden International | 17   | +0:08,114     |           |
| 5  | 4         | 4  | Nyck de Vries             | ART Grand Prix      | 17   | +0:11,612     |           |
| 6  | 5         | 16 | Matewos Isaakian          | Koiranen GP         | 17   | +0:12,505     |           |
| 7  | 3         | 28 | Kevin Jörg                | DAMS                | 17   | +0:15,012     |           |
| 8  | 1         | 27 | Jake Hughes               | DAMS                | 17   | +0:15,670     |           |
| 9  | 1         | 1  | Charles Leclerc           | ART Grand Prix      | 17   | +0:16,695     |           |
| 10 | Bez zmian | 17 | Ralph Boschung            | Koiranen GP         | 17   | +0:18,345     |           |
| 11 | 4         | 26 | Santino Ferrucci          | DAMS                | 17   | +0:18,757     |           |
| 12 | 4         | 6  | Artur Janosz              | Trident             | 17   | +0:20,796     |           |
| 13 | 7         | 2  | Nirei Fukuzumi            | ART Grand Prix      | 17   | +0:21,450     |           |
| 14 | 5         | 22 | Álex Palou                | Campos Racing       | 17   | +0:21,934     |           |
| 15 | 3         | 8  | Sandy Stuvik              | Trident             | 17   | +0:24,818     |           |
| 16 | 6         | 7  | Giuliano Alesi            | Trident             | 17   | +0:26,107     |           |
| 17 | 4         | 19 | Richard Gonda             | Jenzer Motorsport   | 17   | +0:27,024     |           |
| 18 | 4         | 10 | Tatiana Calderón          | Arden International | 17   | +0:27,582     |           |
| 19 | 1         | 11 | Jack Aitken               | Arden International | 17   | +0:29,135     |           |
| 20 | 8         | 14 | Matt Parry                | Koiranen GP         | 17   | +0:29,524     |           |
| 21 | 4         | 24 | Konstantin Tierieszczenko | Campos Racing       | 17   | +0:30,109     |           |
| 22 | 2         | 23 | Steijn Schothorst         | Campos Racing       | 17   | +0:30,840     |           |
| 23 | 2         | 18 | Akash Nandy               | Jenzer Motorsport   | 17   | +0:33,959     |           |
| 24 | 1         | 15 | Mahaveer Raghunathan      | Koiranen GP         | 17   | +0:43,431     |           |
| P  | + / –     | Nr | Kierowca                  | Konstruktor         | Okr. | Czas / Strata | Komentarz |

#### Najszybsze okrążenie
| Nr | Kierowca    | Konstruktor       | Czas     | Okr. |
| -- | ----------- | ----------------- | -------- | ---- |
| 20 | Óscar Tunjo | Jenzer Motorsport | 1:38,722 | 2    |

## Klasyfikacja po zakończeniu rundy

### Kierowcy
| P  | +/− | Kierowca                  | Starty | Punkty | P1 | P2 | P3 | PP | NO | NS |
| -- | --- | ------------------------- | ------ | ------ | -- | -- | -- | -- | -- | -- |
| 1  | N   | Charles Leclerc           | 2      | 27     | 1  | –  | –  | –  | 1  | –  |
| 2  | N   | Alexander Albon           | 2      | 23     | 1  | –  | –  | –  | –  | –  |
| 3  | N   | Jake Hughes               | 2      | 23     | –  | 1  | –  | 1  | –  | –  |
| 4  | N   | Antonio Fuoco             | 2      | 22     | –  | –  | 1  | –  | –  | –  |
| 5  | N   | Óscar Tunjo               | 2      | 18     | –  | 1  | –  | –  | 1  | –  |
| 6  | N   | Nirei Fukuzumi            | 2      | 15     | –  | –  | 1  | –  | –  | –  |
| 7  | N   | Jake Dennis               | 2      | 14     | –  | –  | –  | –  | –  | –  |
| 8  | N   | Kevin Jörg                | 2      | 12     | –  | –  | –  | –  | –  | –  |
| 9  | N   | Nyck de Vries             | 2      | 8      | –  | –  | –  | –  | –  | –  |
| 10 | N   | Matewos Isaakian          | 2      | 4      | –  | –  | –  | –  | –  | –  |
| 11 | N   | Ralph Boschung            | 2      | 1      | –  | –  | –  | –  | –  | –  |
| 12 | N   | Santino Ferrucci          | 2      | 0      | –  | –  | –  | –  | –  | –  |
| 13 | N   | Artur Janosz              | 2      | 0      | –  | –  | –  | –  | –  | –  |
| 14 | N   | Matt Parry                | 2      | 0      | –  | –  | –  | –  | –  | –  |
| 15 | N   | Richard Gonda             | 2      | 0      | –  | –  | –  | –  | –  | –  |
| 16 | N   | Tatiana Calderón          | 2      | 0      | –  | –  | –  | –  | –  | –  |
| 17 | N   | Álex Palou                | 2      | 0      | –  | –  | –  | –  | –  | –  |
| 18 | N   | Sandy Stuvik              | 2      | 0      | –  | –  | –  | –  | –  | –  |
| 19 | N   | Giuliano Alesi            | 2      | 0      | –  | –  | –  | –  | –  | –  |
| 20 | N   | Konstantin Tierieszczenko | 2      | 0      | –  | –  | –  | –  | –  | –  |
| 21 | N   | Jack Aitken               | 2      | 0      | –  | –  | –  | –  | –  | –  |
| 22 | N   | Akash Nandy               | 2      | 0      | –  | –  | –  | –  | –  | –  |
| 23 | N   | Steijn Schothorst         | 2      | 0      | –  | –  | –  | –  | –  | 1  |
| 24 | N   | Mahaveer Raghunathan      | 2      | 0      | –  | –  | –  | –  | –  | –  |
| P  | +/− | Kierowca                  | Starty | Punkty | P1 | P2 | P3 | PP | NO | NS |

### Zespoły
| P | +/− | Konstruktor         | Starty | Punkty | P1 | P2 | P3 | PP | NO | NS |
| - | --- | ------------------- | ------ | ------ | -- | -- | -- | -- | -- | -- |
| 1 | N   | ART Grand Prix      | 8      | 71     | 2  | –  | 1  | –  | 2  | –  |
| 2 | N   | DAMS                | 6      | 35     | –  | 1  | –  | 1  | –  | –  |
| 3 | N   | Trident             | 8      | 22     | –  | –  | 1  | –  | –  | –  |
| 4 | N   | Jenzer Motorsport   | 6      | 18     | –  | 1  | –  | –  | 1  | –  |
| 5 | N   | Arden International | 6      | 14     | –  | –  | –  | –  | –  | –  |
| 6 | N   | Koiranen GP         | 8      | 5      | –  | –  | –  | –  | –  | –  |
| 7 | N   | Campos Racing       | 6      | 0      | –  | –  | –  | –  | –  | 1  |
| P | +/− | Kierowca            | Starty | Punkty | P1 | P2 | P3 | PP | NO | NS |